# Wilhelm Telschow
Wilhelm Telschow (* 1809 in Stettin; † 1872 ebenda) war ein deutscher Buchhalter, Autor und Librettist.

## Leben
Über Wilhelm Telschows Leben ist nicht viel bekannt. Er arbeitete als Buchhalter bei der Ritterschaftlichen Privatbank in Pommern und stieg hier bis zum stellvertretenden Direktor auf.
Neben Werken zur Buchführung schrieb er Oratorien und Lieder, die von Carl Loewe vertont wurden.

## Werke
Buchführung
- Vollstaendiges Handbuch der kaufmaennischen Rechenkunst: durch praktische Uebungsbeispiele erlaeutert; ein Leitfaden fuer Lehrer u. Schueler derselben etc. Weiss, Stettin 1844–1846.

Theil 1: Von den vier Species und der Proportionsrechnung.
Theil 2: Die hoehern kaufmaennischen Rechnungsarten.
Theil 3: Vollstaendige Ausrechnung der Uebungsbeispiele.
Zweite vermehrte und verbesserte Auflage. Weiß, Stettin 1850.
- Kaufmännisches Handbuch oder das Rechnen des Kaufmanns unter Darlegung aller damit in Verbindung stehenden Geld- und Verkehrsverhältnisse. Mit Rücksicht auf das neue Preußische allgemeine Landesgericht umgearb. [u. mit vergleichenden Gewichtstabellen versehene] 4. Auflage. R. Graßmann, Stettin 1861.
- Theorie und Praxis der kaufmännischen Buchführung: ein Comptoir-Handbuch zur Selbstunterricht für angehende Kaufmänner und Geschäftsleute, wie zum Gebrauch für Handels- und Gewerbschulen. 1862.

Oratorien
- Hiob: Oratorium in 3 Theilen; nach der heiligen Schrift gedichtet. Hessenland, Stettin 1849.
- Das Sühnopfer des neuen Bundes: Passions-Oratorium nach den Worten der heiligen Schrift. Hessenland, Stettin 1856.
- Das Hohelied Salomonis als Oratorium, mit einem erklärenden Anhange von W. Telschow. Grassmann, Stettin 1856.

Lieder
- Hinauf zu jenen Bergen. (Psalm 121)
- Des Königs Zuversicht. (nach Psalm 3, 1849, op. 118)
- Bitte zu Gott um Frieden. (1854)